# Lathys dentichelis
Lathys dentichelis är en spindelart som först beskrevs av Simon 1883.  Lathys dentichelis ingår i släktet Lathys och familjen kardarspindlar. Inga underarter finns listade i Catalogue of Life.